# Volkswagen Passat CC
De Volkswagen Passat CC is een vierdeurs coupé op basis van de Volkswagen Passat van de Duitse autofabrikant Volkswagen.

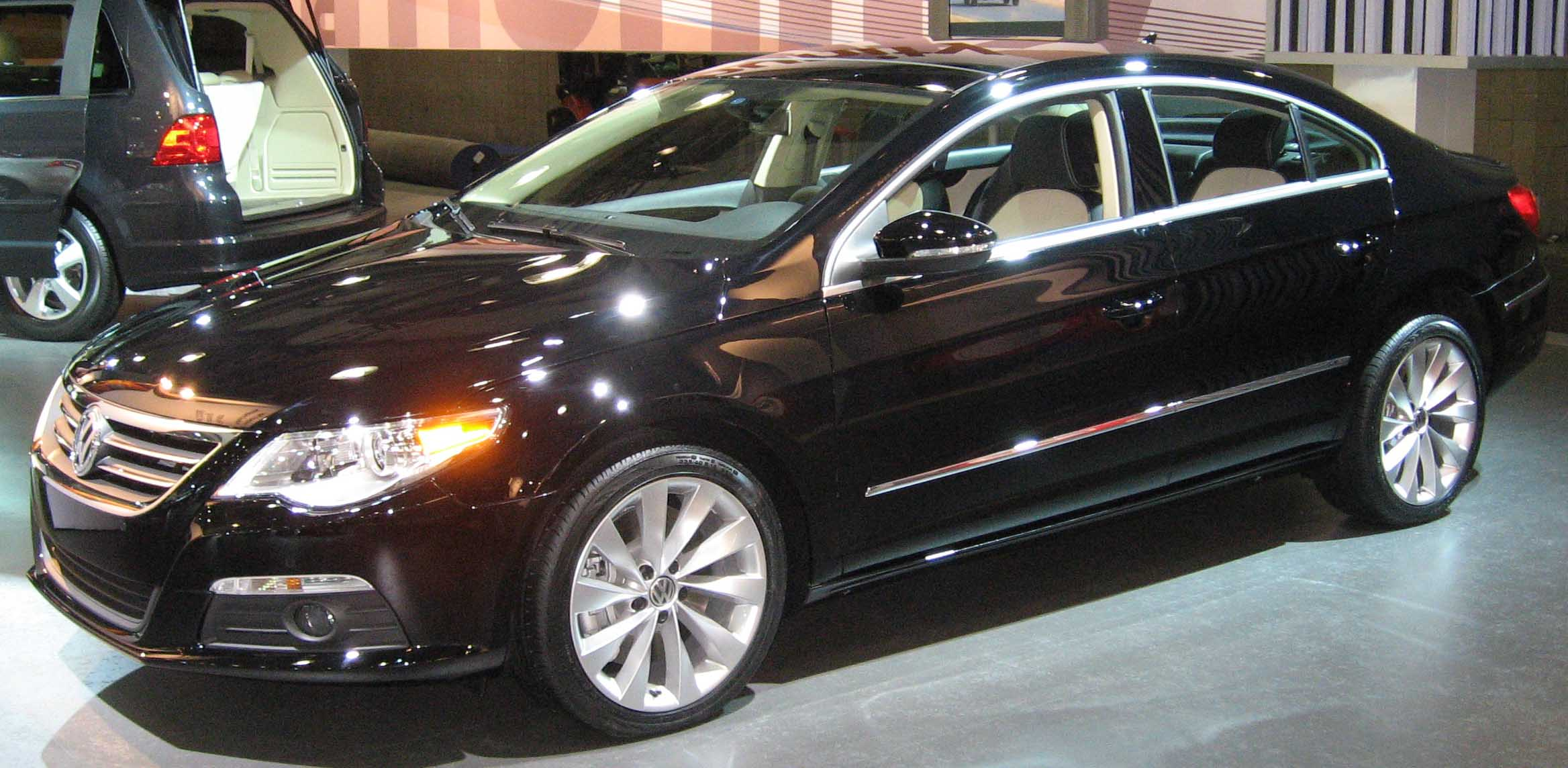
De Volkswagen Passat CC op de NYIAS.

Op 14 januari 2008 werd de Passat CC aangekondigd. Dit is een vierdeurs coupé-versie van de Passat die in juni van 2008 beschikbaar zal worden. In tegenstelling tot de "CC" die over het algemeen voor Coupé Cabriolet staat, staat "CC" bij de Passat voor Comfort Coupé. De auto wordt tussen de Passat en de Phaeton gepositioneerd. De Passat CC moet concurreren met auto's als de Mercedes-Benz CLS en een goedkoper alternatief bieden. De CC staat op hetzelfde platform als de huidige Passat, het aangepaste Golf-platform PQ46. Aanvankelijk zou de CC al veel eerder verschijnen, maar het ontwerp dat goedgekeurd was door ex-Volkswagen-baas Bernd Pischetsrieder werd bij de komst van de nieuwe baas Martin Winterkorn afgekeurd. Het oorspronkelijk model zou een directe coupé-versie van de Passat worden, terwijl het definitieve model is ontworpen door Walter de'Silva en meer een eigen gezicht heeft. Het interieur is vooral op luxe en comfort afgestemd, zo zijn achterin in plaats van een gebruikelijke bank twee grote kuipstoelen geplaatst, zodat het een vierzitter is, in plaats van een vijfzitter.
Voor modeljaar 2012 werd de Passat CC vernieuwd. Hierbij kreeg het model een nieuw front en andere achterlichten. De naam Passat verdween en gaat nu verder als Volkswagen CC.

## Motoren
Op motorgebied zijn er ook lichte veranderingen. Omdat de CC boven de Passat wordt geplaatst krijgt deze ook sterkere motoren mee, hoewel de motoren ook gebruikt worden in de standaard Passat. Het motorgamma start met een 1,8-liter turbo FSI-benzinemotor (door Volkswagen zelf omgedoopt tot "TSI") met 160 pk, gevolgd door een 2,0-liter TFSI (ook TSI genoemd) met 200 pk. Het topmodel heeft de 3,6-liter VR6-motor uit de Passat R36 met 300 pk die standaard gekoppeld is aan een DSG-versnellingsbak met 4motion vierwielaandrijving. Een sprint van 0-100 km/h duurt 5,6 seconden. In Amerika wordt de standaard 3,6-liter-motor van 280 pk als sterkste versie geleverd, gekoppeld aan een Tiptronic-automatische versnellingsbak.
De dieselmotoren zullen de nieuwe generatie common-rail TDI-motoren zijn zodat deze motoren voldoen aan de EURO 5-normen van 2009. De motoren zelf en het vermogen veranderen niet, de basisdieselmotor is de 2.0 TDI met 140 pk gevolgd door de 2.0 TDI met 170 pk.

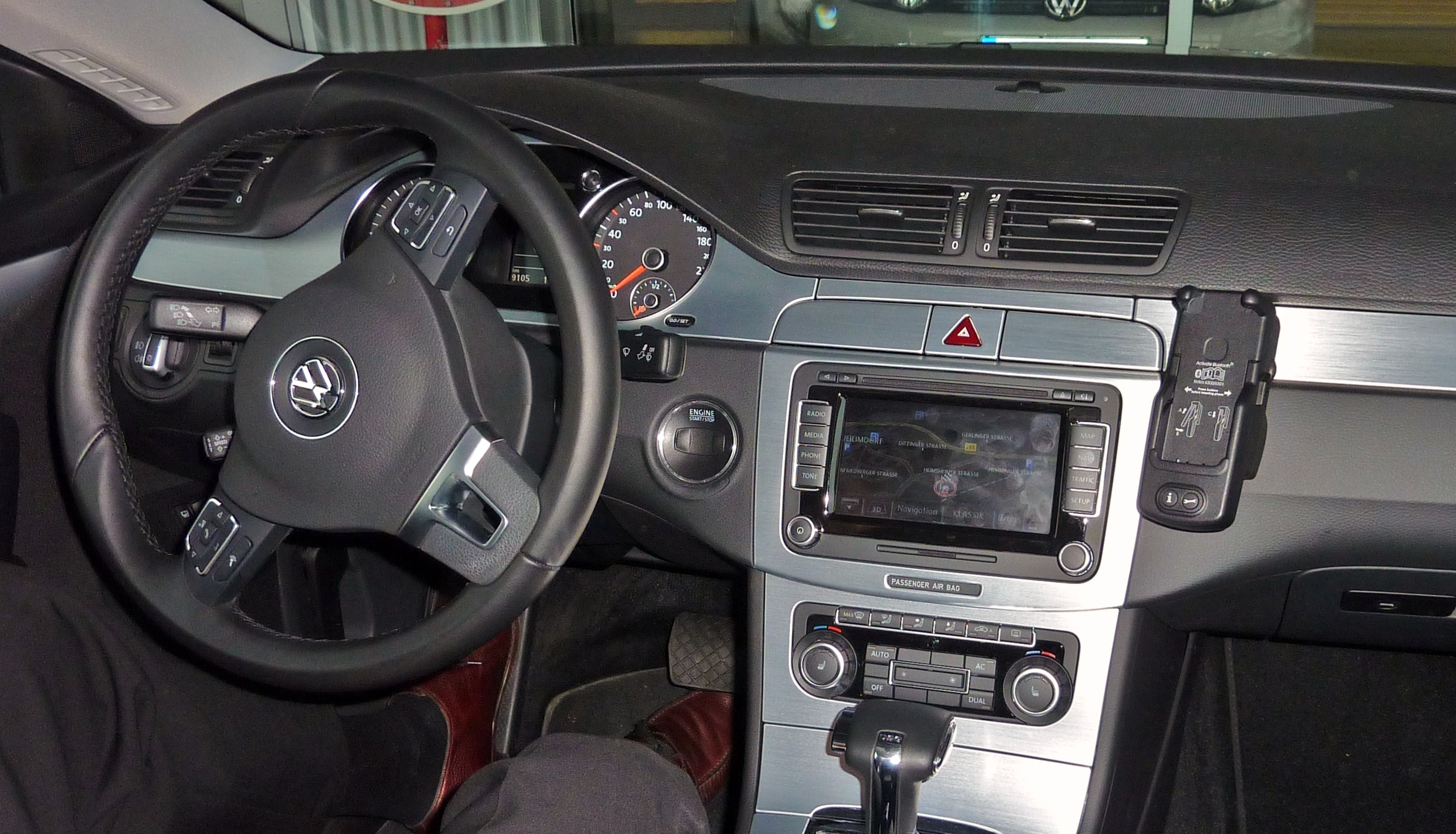
Cockpit Passat CC